# Matílica
Matílica (Matilica) fou una ciutat de l'Úmbria, als Apenins prop de la frontera amb el Picè. El Liber Coloniarum l'inclou entre les Civitates Piceni.
A l'època cristiana fou seu d'un bisbe de la província anomenada llavors Picenum Suburbicarium. La moderna ciutat conserva el mateix nom.